# Medusahuvud
Medusahuvud (Gorgonocephalus caputmedusae) är en ormstjärneart. 
Arten har fem huvudsakliga armar, som dock delas upp i ett mycket stort antal grenar; en individ kan ha hundratals armspetsar. Dessa armar går ut från en central kropp som är cirka 9 centimeter i diameter.
Medusahuvudet lever av zooplankton.
Arten är upptagen på den svenska röda listan i kategori NT (missgynnad). Det är huvudsakligen trålfiske samt förändringar av livsmiljön (sedimentation) som hotar arten.